# زوزانا شبووا
زوزانا شِبووا (اسلواکی: Zuzana Šebová؛ زادهٔ ۱ آوریل ۱۹۸۲) بازیگر اهل کشور اسلواکی است. او در سال‌های ۲۰۱۴ و ۲۰۱۵ برنده جایزه «اُتُ» برای بازیگر زن تلویزیون شد. او در سال ۲۰۱۷ با میخال کوبوچیک، بازیگر اهل اسلواکی ازدواج کرد.